# Distretto di Poltava
Il  distretto di Poltava (in ucraino Полтавський район?) è un distretto nell'oblast' di Poltava, in Ucraina. Il suo centro amministrativo è la città di Poltava. Ha una popolazione di 582 391 abitanti.
Il 18 luglio 2020, come parte della riforma amministrativa dell'Ucraina, il numero di distretti dell'oblast di Poltava è stato ridotto a quattro e l'area del distretto di Poltava è stata notevolmente ampliata.